# Fritz Graebner
Fritz Graebner (ur. 4 sierpnia 1877 w Berlinie, zm. 13 lipca 1934 tamże) – etnolog i antropolog niemiecki. 

## Życiorys
Od roku 1911 był profesorem Uniwersytetu w Bonn, a od 1926 profesorem Uniwersytetu w Kolonii. W okresie lat 1925–28 był dyrektorem muzeum Rautenstrauch-Joest w Kolonii. Był jednym z twórców szkoły kulturowo-historycznej w antropologii, rozwinął pojęcie kręgów kulturowych i zastosował je do terenów Oceanii.
Jego praca Methode der Ethnologie (1911) bywa opisywana jako pierwsze systematyczne opracowanie metod etnologii.
Główne prace Graebnera to: Kulturkreise und Kulturschichten in Ozeanien ("Zeitschrift für Ethnologie" 1905), Methode der Ethnologie (1911), Weltbild der Primitiven (1924).